# Chateau Marmont Hotel

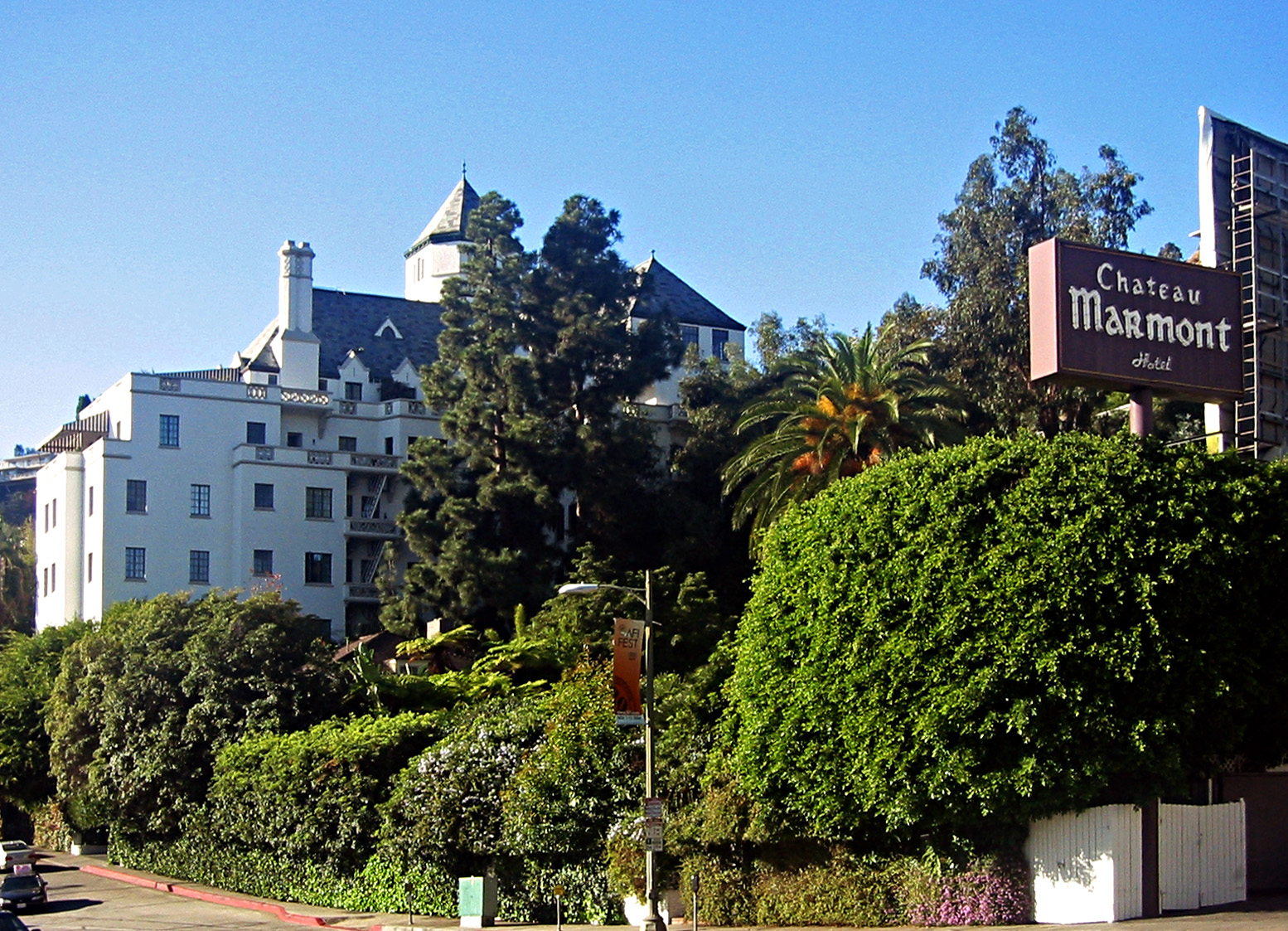
The Chateau Marmont

Das Chateau Marmont Hotel ist ein am Sunset Boulevard im Stadtteil Hollywood von Los Angeles gelegenes Hotel, das 1929 von Arnold A. Weitzman und William Douglas Lee nach dem Vorbild von Schloss Amboise im französischen Loiretal erbaut wurde. Es steht unmittelbar an der Grenze zur Nachbarstadt West Hollywood. Derzeitiger Eigentümer des Hotels ist André Balazs Properties. 

## Ereignisse
Bekannt wurde es auch durch Ereignisse aus dem Leben diverser Rockstars und Schauspieler:
- James Dean sprang durch ein Fenster, um für seine spätere Rolle in … denn sie wissen nicht, was sie tun (1955) vorzusprechen.
- Der Musiker Neil Young verbrachte zum Jahresauftakt 1971 einige Zeit mit starken Rückenschmerzen im Hotel und startete vom Krankenbett aus eine Liebesbeziehung mit der Schauspielerin Carrie Snodgress.[2]
- Nachdem der US-amerikanische Rockmusiker Jim Morrison (The Doors) im Januar 1971 vom Dach eines zweigeschossigen Bungalows des „Chateau“ gefallen war, sprach er davon, damit das achte seiner neun Leben verbraucht zu haben.
- Die Mitglieder der Rockband Led Zeppelin durchquerten die Lobby des Hotels auf Motorrädern.
- Am 5. März 1982 starb der Schauspieler, Comedian und Musiker John Belushi in Bungalow 3 des Hotels an einer Überdosis eines Kokain-Heroin-Gemisches.
- Der Skateboarder und Musiker Chad Muska lebte eigenen Angaben zufolge ein Jahr lang im „Chateau“.[3]
- Der Fotograf Helmut Newton verunglückte am 23. Januar 2004 mit seinem Auto tödlich, als er das Hotel verließ und gegen eine Mauer prallte.
- Die Popsängerin Britney Spears erhielt Hausverbot, nachdem sie sich im Hotel-Restaurant Essen ins Gesicht geschmiert hatte.[4]
- Die Schauspielerin Lindsay Lohan erhielt Hausverbot, nachdem sie Rechnungen in Höhe von 46.000 US$ nicht bezahlt hatte.[5]

Zu den regelmäßigen Hotelgästen gehörten der Journalist und Schriftsteller Hunter S. Thompson, die Schauspieler Errol Flynn, Humphrey Bogart und Robert Mitchum sowie zahlreiche weitere Größen des US-amerikanischen Filmgeschäfts.

## Das Chateau Marmont in Kunst und Kultur
Das Chateau Marmont wurde aufgrund seiner Bekanntheit und Bedeutung vielfach in Literatur, Film und Musik gewürdigt. In Sofia Coppolas Film Somewhere diente das Hotel als Kulisse. Eine wichtige Rolle kommt dem Hotel auch in Benjamin von Stuckrad-Barres Roman Panikherz (2016) zu, den der Autor zu weiten Teilen dort verfasste; es ist außerdem Schauplatz in seinem Roman Noch wach? (2023). Im Spielfilm Laurel Canyon der Regisseurin Lisa Cholodenko von 2002 stellt das Chateau Marmont Hotel einen Schauplatz der Handlung dar.
Im Kriminalroman Der Widersacher von Michael Connelly stürzt sich George Irving, Sohn des Stadtrats Irvin Irving, vom Balkon von Zimmer 79 des Hotels. Harry Bosch vom Los Angeles Police Department untersucht zusammen mit seinem Partner Chu, ob es sich um einen Mord oder einen Selbstmord handelt. Bosch wird dabei tief in politische Intrigen um das LAPD verwickelt.
2017 veröffentlichten der kanadische Pianist Chilly Gonzales und der britische Sänger Jarvis Cocker (Pulp) mit Room 29 einen Liederzyklus über ein Zimmer im Chateau Marmont Hotel. Das Hotel wird außerdem u. a. von Angus und Julia Stone in ihrem Lied Chateau und von Father John Misty in Chateau Lobby #4 (In C for Two Virgins) referenziert.
Das Chateau Marmont diente für den deutschen DSDS Finalisten Philip Matas als Vorlage für den gleichnamigen Song Chateau Marmont.